# Aeropuerto Internacional Owen Roberts
El Aeropuerto Internacional Owen Roberts (IATA: GCM, OACI: MWCR) (del inglés: Owen Roberts International Airport) es un aeropuerto que sirve a Gran Caimán, Islas Caimán. Es el principal aeropuerto internacional de las Islas Caimán, así como la base principal de Cayman Airways. El aeropuerto lleva el nombre del comandante del ala de la Real Fuerza Aérea británica (RAF) Owen Roberts, pionero de la aviación comercial en el país, y es uno de los dos puertos de entrada a las Islas Caimán.
El Aeropuerto Internacional Owen Roberts fue el único aeropuerto internacional que quedó en el Caribe que tuvo una "galería ondulante" de observación al aire libre hasta enero de 2017, cuando se cerró debido a la reconstrucción. La terminal de pasajeros mejorada del Aeropuerto Internacional Owen Roberts ya no tiene una "galería ondulante" de observación al aire libre.
La longitud de la pista incluye un umbral desplazado de 130 metros (430 pies) en la pista 26. La baliza no direccional de Gran Caimán (Ident: ZIY) se encuentra a 1.1 millas náuticas (2.0 km) por debajo del umbral de aproximación de la pista 08. El VOR/DME de Gran Caimán (Ident: GCM) está ubicado a 0.25 millas náuticas (460 m) cerca de la pista 08.

## Aerolíneas y destinos

### Pasajeros
| Aerolíneas             | Destinos |
| ---------------------- | --- |
| Air Canada             | Toronto–Pearson |
| American Airlines      | Charlotte, Miami Estacional: Chicago–O'Hare, Dallas/Fort Worth, Filadelfia                                                                                    |
| British Airways        | Londres–Heathrow, Nasáu |
| Cayman Airways         | Caimán Brac, Ciudad de Panamá–Tocumen, Kingston–Norman Manley, La Ceiba, La Habana, Los Ángeles, Miami, Nueva York–JFK, Tampa Estacional: Denver, Montego Bay |
| Cayman Airways Express | Caimán Brac, Little Cayman |
| Delta Air Lines        | Atlanta Estacional: Detroit (inicia el 20 de diciembre de 2025), Mineápolis/St Paul, Nueva York–JFK (inicia el 3 de diciembre de 2025)                        |
| JetBlue Airways        | Nueva York–JFK Estacional: Boston |
| Porter Airlines        | Estacional: Ottawa (inicia el 19 de diciembre de 2025), Toronto–Pearson (inicia el 16 de diciembre de 2025)                                                   |
| Southwest Airlines     | Orlando Estacional: Baltimore |
| Spirit Airlines        | Fort Lauderdale (inicia el 4 de diciembre de 2025) |
| Sun Country Airlines   | Estacional: Mineápolis/St Paul |
| United Airlines        | Houston–Intercontinental Estacional: Chicago–O'Hare, Newark, Washington–Dulles                                                                                |
| WestJet                | Toronto–Pearson |

### Carga
| Aerolíneas     | Destinos |
| -------------- | -------- |
| IBC Airways    | Miami    |
| Cayman Airways | Miami    |

### Destinos internacionales
| Canadá                            |                                                       | |
| Ottawa                            | Aeropuerto Internacional de Ottawa                    | Porter Airlines (Estacional) (inicia el 16 de diciembre de 2025)                                   |
| Toronto                           | Aeropuerto Internacional Toronto Pearson              | Air Canada / Porter Airlines (Estacional) (inicia el 16 de diciembre de 2025) / WestJet            |
| Estados Unidos                    |                                                       | |
| Atlanta                           | Aeropuerto Internacional Hartsfield-Jackson           | Delta Air Lines                                                                                    |
| Charlotte                         | Aeropuerto Internacional de Charlotte-Douglas         | American Airlines                                                                                  |
| Dallas                            | Aeropuerto Internacional de Dallas-Fort Worth         | American Airlines (Estacional)                                                                     |
| Detroit                           | Aeropuerto Internacional de Detroit                   | Delta Air Lines (Estacional) (inicia el 20 de diciembre de 2025)                                   |
| Fort Lauderdale                   | Aeropuerto Internacional de Fort Lauderdale-Hollywood | Spirit Airlines (inicia el 4 de diciembre de 2025)                                                 |
| Los Ángeles                       | Aeropuerto Internacional de Los Ángeles               | Cayman Airways                                                                                     |
| Miami                             | Aeropuerto Internacional de Miami                     | American Airlines / Cayman Airways                                                                 |
| Mineápolis                        | Aeropuerto Internacional de Mineápolis-Saint Paul     | Delta Air Lines (Estacional) / Sun Country Airlines (Estacional)                                   |
| Nueva York                        | Aeropuerto Internacional John F. Kennedy              | Cayman Airways / Delta Air Lines (Estacional) (inicia el 3 de diciembre de 2025) / JetBlue Airways |
| Newark                            | Aeropuerto Internacional Libertad de Newark           | United Airlines (Estacional)                                                                       |
| Orlando                           | Aeropuerto Internacional de Orlando                   | Southwest Airlines                                                                                 |
| Tampa                             | Aeropuerto Internacional de Tampa                     | Cayman Airways                                                                                     |
| Centroamérica y El Caribe         |                                                       | |
| Cuba                              |                                                       | |
| La Habana                         | Aeropuerto Internacional José Martí                   | Cayman Airways                                                                                     |
| Honduras (1 destino, 1 aerolínea) |                                                       | |
| La Ceiba                          | Aeropuerto Internacional Golosón                      | Cayman Airways                                                                                     |
| Jamaica                           |                                                       | |
| Kingston                          | Aeropuerto Internacional Norman Manley                | Cayman Airways                                                                                     |
| Montego Bay                       | Aeropuerto Internacional Sir Donald Sangster          | Cayman Airways                                                                                     |
| Panamá                            |                                                       | |
| Ciudad de Panamá                  | Aeropuerto Internacional de Tocumen                   | Cayman Airways                                                                                     |
| Europa                            |                                                       | |
| Reino Unido                       |                                                       | |
| Londres                           | Aeropuerto de Londres-Heathrow                        | British Airways                                                                                    |

## Aeropuertos cercanos
Los aeropuertos más cercanos son:
- Aeropuerto Edward Bodden (140km)
- Aeropuerto Internacional Charles Kirkconnell (160km)
- Aeropuerto Internacional Vilo Acuña (259km)
- Aeropuerto Rafael Cabrera (319km)
- Aeropuerto Internacional Jaime González (332km)